# Lilla Gäddetjärnen, Västergötland
Lilla Gäddetjärnen är en sjö i Borås kommun i Västergötland och ingår i Viskans huvudavrinningsområde.